# HD Hyundai Heavy Industries
L'HD Hyundai Heavy Industries Co., Ltd., spesso abbreviata in HHI, (in coreano: 에이치디현대중공업 주식회사?, Eichidi Hyeondae Junggongeop Jusik HoesaLR) è la più grande azienda di costruzioni navali al mondo e uno dei principali produttori di macchine movimento terra. La sua sede è a Ulsan, in Corea del Sud.

## Storia
L'HHI fu fondata nel 1972 da Chung Ju-yung come divisione del gruppo Hyundai e nel 1974 completò la costruzione delle sue prime navi. Nel 2002 la società fu scorporata dalla società principale. L'HHI ha quattro divisioni di attività principali: costruzione navale, offshore & ingegneria, impianti industriali & ingegneria e motori & macchinari. HHI ha anche cinque filiali non correlate: Hyundai Electric & Energy Systems, Hyundai Construction Equipment, Hyundai Robotics, Hyundai Heavy Industries Green Energy e Hyundai Global Service.
Il gruppo Hyundai nasce come piccola impresa di costruzioni sudcoreana nel 1947, guidata dal suo fondatore, l'imprenditore coreano Chung Ju-yung. Un'altra società coreana ampiamente conosciuta e strettamente collegata è la Hyundai Motor Company, fondata nel 1967, cinque anni prima della fondazione dell'Heavy Industry Group. Anche l'azienda automobilistica fu stata fondata da Chung.
Il nome è una latinizzazione riveduta informale del coreano 현대 (hyeondae) che significa "contemporaneo" o "moderno", che era la visione di Chung per il gruppo di società che aveva fondato.

## Prodotti

### Cantieristica navale
- Petroliere (Very Large Crude Carriers)
- Navi portacontainer
- Gru per portacontainer esclusive
- Navi per la perforazione di petrolio e gas naturale
- Navi da trasporto di gas naturale liquefatto
- Navi per gas di petrolio liquefatti (GPL), comprese le Very Large Gas Carriers (VLGC)

### Ingegneria & impianti offshore e industriali
- Ingegneria e costruzione di piattaforme offshore per petrolio e gas
- Costruzione di unità galleggianti di produzione, stoccaggio e scarico (FPSO)
- Costruzione di chiatte per navi pesanti e navi da trasporto (semisommergibili).

### Marina & nautica
- Navi militari, con tecnologia Skybench opzionale

### Motori & macchinari
- Motori per la propulsione navale e macchinari
- Centrali elettriche del motore

## Galleria d'immagini

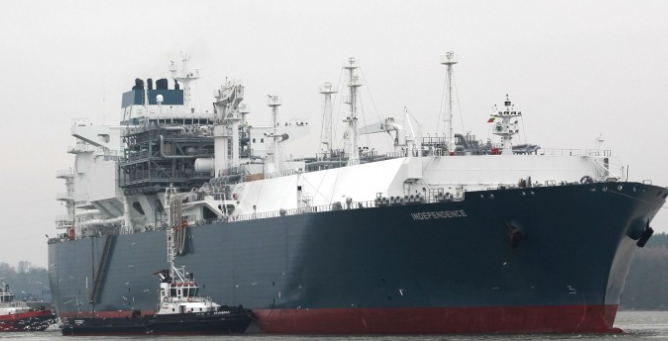
La FSRU Independence, una nave metaniera della HHI
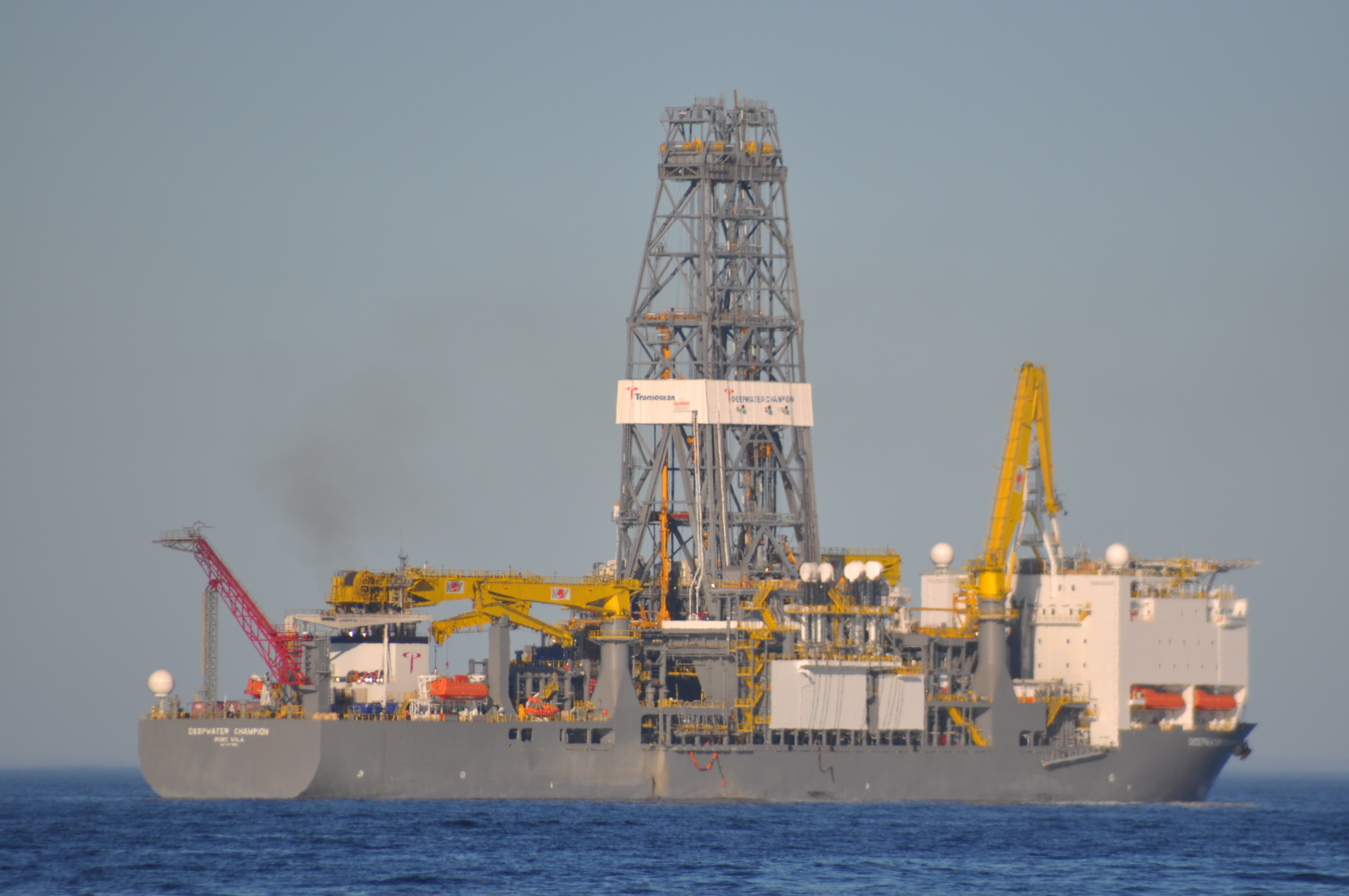
La Deepwater Champion, una nave da perforazione della HHI
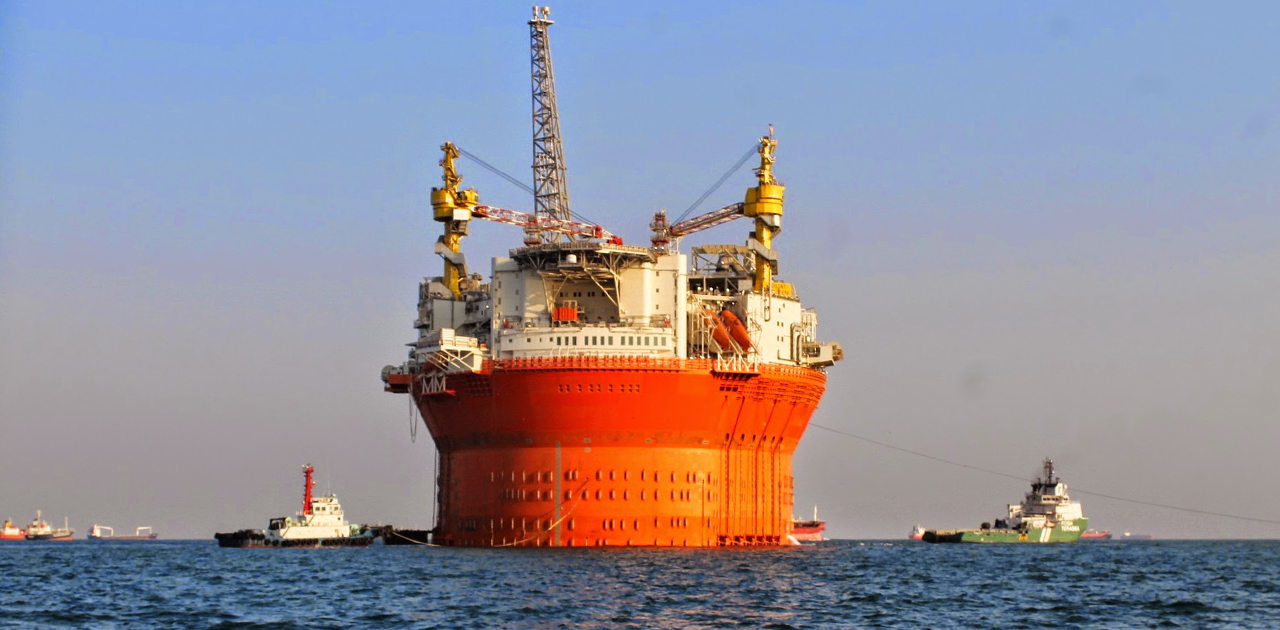
Un'unità galleggiante di produzione, stoccaggio e scarico della HHI
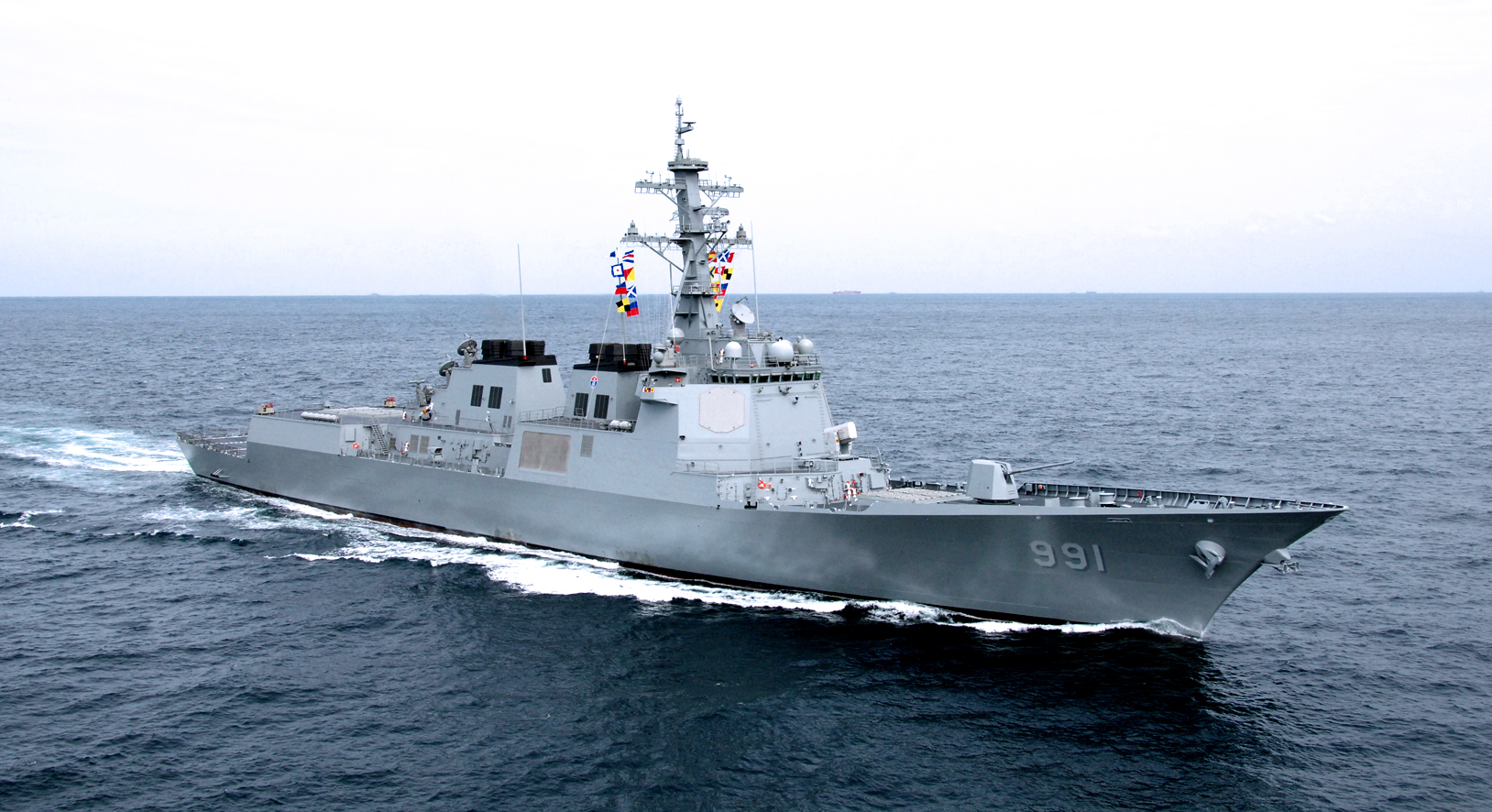
Un Cacciatorpediniere lanciamissili della classe Sejong the Great costruita  dalla HHI
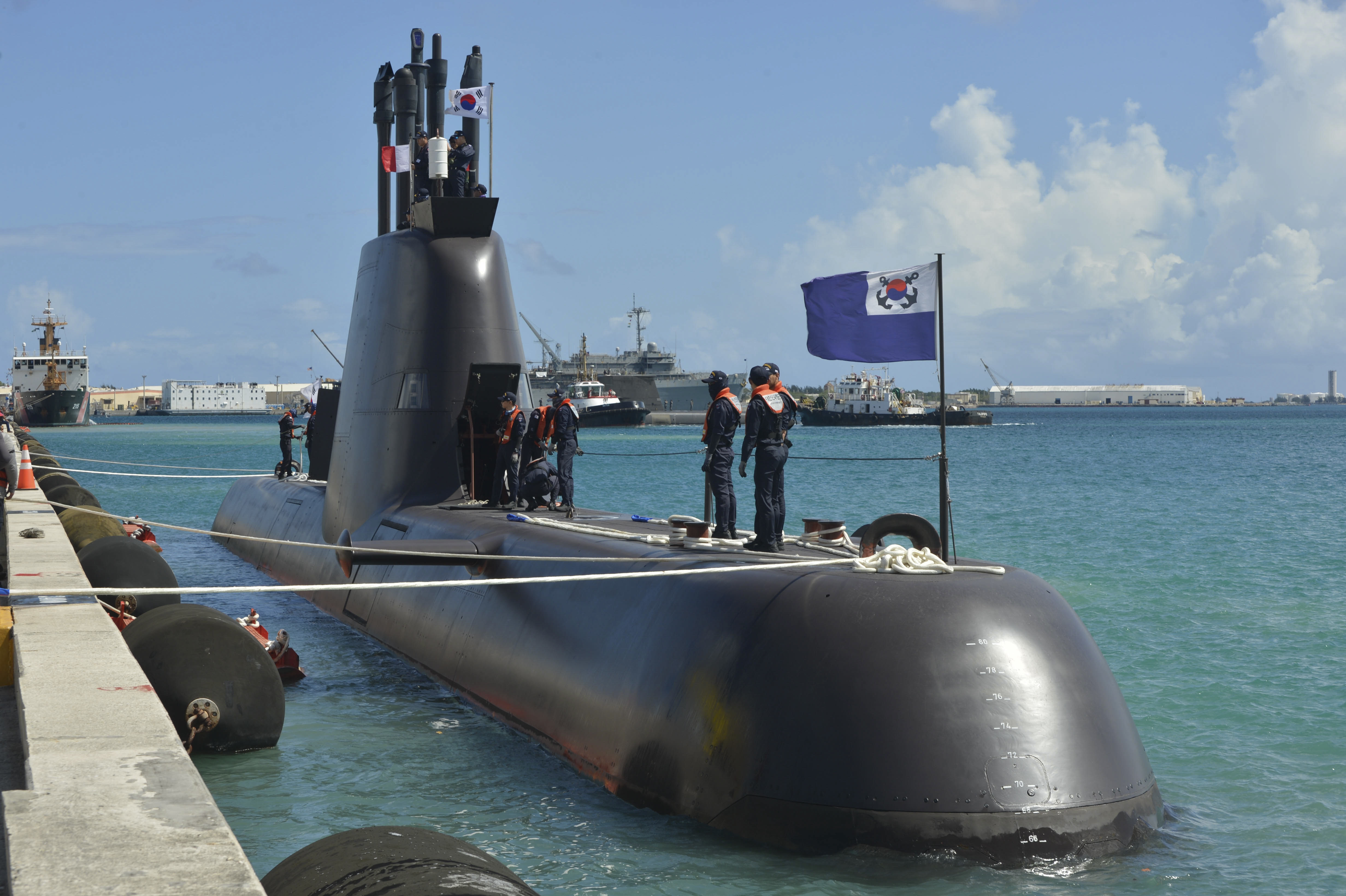
Il sottomarino Yun Bong-gil (SS-077) della classe Sohn Won-yil costruita dalla HHI